# アーサー・アンズリー (初代マウントノリス伯爵)
初代マウントノリス伯爵アーサー・アンズリー（英語: Arthur Annesley, 1st Earl of Mountnorris PC (Ire) FRS FSA、1744年8月7日 – 1816年7月4日）は、アイルランド貴族。

## 生涯
第6代アングルシー伯爵リチャード・アンズリーとジュリアナ・ドノヴァン（Juliana Donovan、リチャード・ドノヴァンの娘）の息子として、1744年8月7日に生まれた。1761年9月3日にオックスフォード大学クライスト・チャーチに入学、1763年7月13日にM.A.の学位を修得した。
1761年2月14日に父が死去すると、ヴァレンティア子爵位を継承、1765年12月5日にアイルランド貴族院議員に就任した。一方、グレートブリテン貴族院への議会招集令状は1771年4月22日に拒否された。
1776年にアイルランド枢密院の枢密顧問官に任命され、1776年から1778年までウェックスフォード県総督を務めた。1793年12月20日、アイルランド貴族であるマウントノリス伯爵に叙された。1799年にロンドン考古協会フェローに選出され、1800年12月18日に王立協会フェローに選出された。
フリーメイソンの一員だった。
1816年7月4日にパリで死去、息子ジョージが爵位を継承した。

## 家族
1767年5月10日、ルーシー・フォーテスキュー・リトルトン（Lucy Fortescue Lyttelton、1783年5月20日没、初代リトルトン男爵ジョージ・リトルトンの娘）と結婚、2男2女をもうけた。
- アーサー（1769年11月2日 – 1771年3月26日埋葬）
- ジョージ（1770年 – 1844年） - 第2代マウントノリス伯爵
- ジュリアナ・ルーシー（1772年頃 – 1833年10月10日） - 1789年7月4日、ジョン・マクスウェル＝バリー（英語版）（後の第5代ファーナム男爵）と結婚
- ヘスター・アナベラ（1844年8月14日没） - 1801年12月14日、ノーマン・マクロード（Norman Macleod、1830年3月16日没）と結婚、子供あり

1783年12月20日、サラ・キャヴェンディッシュ（Sarah Cavendish、1763年5月21日 – 1849年1月2日、第2代準男爵サー・ヘンリー・キャヴェンディッシュと初代ウォーターパーク女男爵サラ・キャヴェンディッシュの娘）と再婚、1男3女をもうけた。
- キャサリン（1790年7月18日 – 1865年6月25日） - 1814年12月4日、ジョン・トマス・ヘンリー・サマセット卿（Lord John Thomas Henry Somerset、1787年8月30日 – 1846年10月3日、第5代ボーフォート公爵ヘンリー・サマセットの息子）と結婚、子供あり
- ヘンリー・アーサー（1792年3月24日 – 1818年8月20日） - 1818年8月14日、サラ・エインズワース（Sarah Ainsworth、1861年3月23日没、B・エインズワースの娘）と結婚
- フランシス・キャロライン（1837年1月22日没） - 1810年10月18日、ジェームズ・ウェブスター＝ウェッダーバーン（英語版）と結婚、子供あり
- ジュリアナ - 1837年10月26日、ロバート・ベイリー（Robert Bayly）と結婚